# The Song of the Shirt
The Song of the Shirt è un cortometraggio muto del 1908 diretto da David W. Griffith.

## Trama
Una donna, lottando contro la povertà e dovendo prendersi cura di un parente malato, cerca di trovare un lavoro.

## Produzione
Prodotto dalla American Mutoscope & Biograph.

## Distribuzione
Il copyright del film, richiesto dall'American Mutoscope and Biograph Co., fu registrato il 14 novembre 1908 con il numero H118293.
Distribuito dall'American Mutoscope & Biograph, il film - un cortometraggio di circa undici minuti - uscì nelle sale il 17 novembre 1908. Una copia positiva in 35 mm viene conservata negli archivi della Library of Congress. Nel 2003, il film  - tratto da una copia in 16 mm -  è stato distribuito negli USA in DVD dalla Grapevine Video in un'antologia, D.W. Griffith, Director - Volume 1 (1908-1909) la prima dedicata a David W. Griffith. Sono undici titoli, tutti con sottotitoli solo in inglese, per una durata complessiva di 102 minuti.